# Kollektiva omedvetna
Teorin om det kollektiva omedvetna, det kollektiva undermedvetna, eller det objektiva psyket, lanserades av Carl Gustav Jung, och ingår i dennes analytiska psykologi. 
Enligt Jung finns ett medfött omedvetet psyke som är universellt och för alla människor lika, vilket kallas det kollektiva omedvetna eftersom det inte kan uttryckas utan att bli subjektivt och medvetet. Det omedvetna har med andra ord karaktären av struktur till skillnad från symboler eller manifestationer.
Detta kollektiva omedvetna består bland annat av en uppsättning universella arketyper (jämför Platons idévärld). Skillnaden mellan det omedvetna och det medvetna liknar distinktionen mellan det generella och det specifika.